# کوئین مارتین
کوئین مارتین (انگلیسی: Quinn Martin؛ ۲۲ مه ۱۹۲۲ – ۵ سپتامبر ۱۹۸۷) تهیه‌کننده تلویزیونی و فیلم‌نامه‌نویس اهل ایالات متحده آمریکا بود.
از فیلم‌ها یا مجموعه‌های تلویزیونی که وی در آن‌ها نقش داشته است می‌توان به کنن و فراری اشاره نمود.

## مرگ
مارتین در ۵ سپتامبر ۱۹۸۷ بر اثر حمله قلبی در خانه خود در رانچو سانتافه، کالیفرنیا درگذشت.